# АТС-теорема
АТС теорема — теорема об аппроксимации тригонометрической суммы более короткой.
В некоторых областях математики и математической физики исследуются суммы вида
{\displaystyle S=\sum _{a<k\leq b}\varphi (k)e^{2\pi if(k)}.}
Здесь {\displaystyle \varphi (x)} и {\displaystyle f(x)} — вещественные функции вещественного аргумента, {\displaystyle i^{2}=-1.}
Такие суммы появляются, например, в теории чисел при анализе дзета-функции Римана, при решении задач, связанных с распределением целых точек в различных областях на плоскости и в пространстве, при изучении рядов Фурье, при решении таких дифференциальных уравнений, как волновое уравнение, уравнение теплопроводности и т. д.

## Вводные замечания
Назовём длиной суммы {\displaystyle S} число {\displaystyle b-a} (для целых {\displaystyle a} и {\displaystyle b} это просто число слагаемых в {\displaystyle S}).
Будем использовать следующие обозначения:
- При {\displaystyle B>0,B\to +\infty } или {\displaystyle B\to 0} запись {\displaystyle 1\ll {\frac {A}{B}}\ll 1} означает, что существуют константы {\displaystyle C_{1}>0} и {\displaystyle C_{2}>0,}, такие что
{\displaystyle C_{1}\leq {\frac {|A|}{B}}\leq C_{2}.}
- Для вещественного {\displaystyle \alpha } запись {\displaystyle \|\alpha \|} значит, что
{\displaystyle \|\alpha \|=\min(\{\alpha \},1-\{\alpha \}),}
где {\displaystyle \{\alpha \}} — дробная часть {\displaystyle \alpha .}

Сформулируем основную теорему о замене тригонометрической (иногда её называют также экспоненциальной) суммы более короткой.

## Теорема об аппроксимации тригонометрической суммы
Пусть вещественные функции {\displaystyle f(x)} и {\displaystyle \varphi (x)} удовлетворяют на отрезке {\displaystyle [a,b]} следующим условиям:
1. {\displaystyle f''(x)} и {\displaystyle \varphi ''(x)} являются непрерывными;
2. существуют числа {\displaystyle H}, {\displaystyle U} и {\displaystyle V} такие, что
{\displaystyle H>0,~~1\ll U\ll V,~~0<b-a\leq V,}
{\displaystyle {\begin{array}{rc}{\frac {1}{U}}\ll f''(x)\ll {\frac {1}{U}}\ ,&\varphi (x)\ll H,\\f'''(x)\ll {\frac {1}{UV}}\ ,&\varphi '(x)\ll {\frac {H}{V}},\\f''''(x)\ll {\frac {1}{UV^{2}}}\ ,&\varphi ''(x)\ll {\frac {H}{V^{2}}}.\\\end{array}}}

Тогда, определяя числа {\displaystyle x_{\mu }} из уравнения
{\displaystyle f'(x_{\mu })=\mu ,}
имеем
{\displaystyle \sum _{a<\mu \leq b}\varphi (\mu )e^{2\pi if(\mu )}=\sum _{f'(a)\leq \mu \leq f'(b)}C(\mu )Z(\mu )+R,}
где
{\displaystyle R=O\left({\frac {HU}{b-a}}+HT_{a}+HT_{b}+H\log \left(f'(b)-f'(a)+2\right)\right);}
{\displaystyle T_{j}=\left\{{\begin{array}{rc}0\ ,&\ {{\textit {i}}f}\ \ f'(j)\ {{\textit {i}}s\ an\ integer};\\\min \left({\frac {1}{\|f'(j)\|}},{\sqrt {U}}\right)\ ,&\ {{\textit {i}}f}\ \ \|f'(j)\|\neq 0;\\\end{array}}\right.}
{\displaystyle j=a,b;}
{\displaystyle C(\mu )=\left\{{\begin{array}{rc}1\ \ ,&\ \ {{\textit {i}}f}\ \ f'(a)<\mu <f'(b);\\{\frac {1}{2}}\ \ ,&\ \ {{\textit {i}}f}\ \ \mu =f'(a)\ \ {{\textit {o}}r}\ \ \mu =f'(b);\\\end{array}}\right.}
{\displaystyle Z(\mu )={\frac {1+i}{\sqrt {2}}}{\frac {\varphi (x_{\mu })}{\sqrt {f''(x_{\mu })}}}e^{2\pi i(f(x_{\mu })-\mu x_{\mu })}\ .}

## Лемма Ван дер Корпута
Самым простым вариантом сформулированной теоремы - является утверждение, называемое в литературе леммой Ван дер Корпута.
Пусть {\displaystyle f(x)} — вещественная дифференцируемая функция на интервале {\displaystyle a<x\leq b}, кроме того, внутри этого интервала её производная {\displaystyle f'(x)} является монотонной и знакопостоянной функцией, и при {\displaystyle \delta =const}, {\displaystyle 0<\delta <1} удовлетворяет неравенству
{\displaystyle |f'(x)|\leq \delta .}
Тогда,
{\displaystyle \sum _{a<k\leq b}e^{2\pi if(k)}=\int _{a}^{b}e^{2\pi if(x)}dx+\theta \left(3+{\frac {2\delta }{1-\delta }}\right),}
где {\displaystyle |\theta |\leq 1.}
Если параметры {\displaystyle a} и {\displaystyle b} являются целыми числами, то последнее выражение можно заменить таким:
{\displaystyle \sum _{a<k\leq b}e^{2\pi if(k)}=\int _{a}^{b}e^{2\pi if(x)}dx+{\frac {1}{2}}e^{2\pi if(b)}-{\frac {1}{2}}e^{2\pi if(a)}+\theta {\frac {2\delta }{1-\delta }},}
где {\displaystyle |\theta |\leq 1}.

## Применение
О применениях аппроксимации тригонометрической суммы в задачах физики см.,,
см. также,.

## История
Проблема приближения тригонометрического ряда какой-либо подходящей функцией рассматривалась ещё Эйлером и Пуассоном.
При определённых условиях на {\displaystyle \varphi (x)} и {\displaystyle f(x)} сумму {\displaystyle S} можно заменить с хорошей точностью другой суммой {\displaystyle S_{1},}
{\displaystyle S_{1}=\sum _{\alpha <k\leq \beta }\Phi (k)e^{2\pi iF(k)},}
длина которой {\displaystyle \beta -\alpha } много меньше, чем {\displaystyle b-a.} Первые соотношения вида
{\displaystyle S=S_{1}+R\ ,}
где {\displaystyle R} — остаточный член, с конкретными функциями {\displaystyle \varphi (x)} и {\displaystyle f(x),} были получены Г. Харди, Дж. Литтлвудом и И. Виноградовым при выводе функционального уравнения для дзета-функции Римана {\displaystyle \zeta (s)}, при рассмотрении количеств целых точек в областях на плоскости. В общем виде теорема была доказана Дж. Ван дер Корпутом (о недавних результатах, связанных с теоремой Ван дер Корпута,можно прочитать в).
В каждой из вышеупомянутых работ на функции {\displaystyle \varphi (x)} и {\displaystyle f(x)} накладывались некоторые ограничения. С ограничениями, удобными для приложений, теорема была доказана А. А. Карацубой в (см. также).